# نواس مزدوج

البندول المزدوج يتكون من اثنين من البندول متصلين من نهاية إلى نهاية.

في الفيزياء والرياضيات في مجال الأنظمة الديناميكية ، البندول المزدوج هو تعليق البندول مع آخر البندول من نهايته و هو مثال لنظام المادي يصل في سلوكه ل لسلوك الديناميكي الغني  بحساسية قوية الظروف الأولية. حركة البندول المزدوج تحكمها مجموعة مزدوجة من المعادلات التفاضلية العادية و هو الفوضى.

## تحليل و تفسير
عدة أنواع من البندول المزدوج ربما اعتمدت ؛ جزأين قد تكونان متساويان أو غير متساويان من حيث الأطوال و الكتلة ، فإنها قد تكون بندولا بسيطا أو بندولا معقدا (وتسمى أيضا البندول المركب) و الحركة قد تكون في ثلاثة أبعاد أو يقتصر على البعد العمودي. في التحليل التالي ، أخذنا بندول مزدج أطرافه اطرافه متطابقة من حيث الطول {\displaystyle } والكتلة {\displaystyle }و الحركة تقتصر على بعدين.
في  البندول المجمع ، يتم توزيع الكتلة على طوله. إذا كانت كتلة موزعة بالتساوي ، قإن مركز الكتلة لكل طراف في منتصفه ، و كل طرف لديه لحظة من الجمود من {\displaystyle } حول هذه النقطة.
براحة تستخدم الزاوية بين كلا الطرفين و العمود عند تطبيق الاحداثيات.ويشار إلى هذه الزوايا θ1 و θ2. موضع مركز كتلة كل قضيب قد تكون مكتوبة في شروط هذين الإحداثيات. إذا كان أصل الديكارتي تنسيق النظام هو أن تكون في نقطة تعليق البندول الأول ، ثم مركز الكتلة من هذا البندول في:
{\displaystyle }
{\displaystyle }
و مركز الكتلة الثانية البندول في
{\displaystyle }
{\displaystyle }
هذا هو ما يكفي من المعلومات لكتابة لاغرانج

### لاغرانج
من لاغرانج هو
{\displaystyle {\begin{aligned}L&=\mathrm {kinetic~energy} -\mathrm {potential~energy} \\&={\frac {1}{2}}m\left(v_{1}^{2}+v_{2}^{2}\right)+{\frac {1}{2}}I\left({{\dot {\theta }}_{1}}^{2}+{{\dot {\theta }}_{2}}^{2}\right)-mg\left(y_{1}+y_{2}\right)\\&={\frac {1}{2}}m\left({{\dot {x}}_{1}}^{2}+{{\dot {y}}_{1}}^{2}+{{\dot {x}}_{2}}^{2}+{{\dot {y}}_{2}}^{2}\right)+{\frac {1}{2}}I\left({{\dot {\theta }}_{1}}^{2}+{{\dot {\theta }}_{2}}^{2}\right)-mg\left(y_{1}+y_{2}\right)\end{aligned}}}
الجزء الأول هو الطاقة الحركية الخطية من مركز الكتلة الهيئات والثاني هو جزء تناوب الطاقة الحركية حول مركز كتلة كل قضيب. مصطلح آخر هو الطاقة الكامنة من الهيئات موحد مجال الجاذبية. في نقطة تدوين يشير إلى الوقت مشتق من متغير في السؤال.
استبدال الإحداثيات أعلاه وإعادة ترتيب المعادلة يعطي
{\displaystyle }

حركة مزدوجة البندول المركب (من التكامل العددي من معادلات الحركة)

مسارات مزدوجة البندول

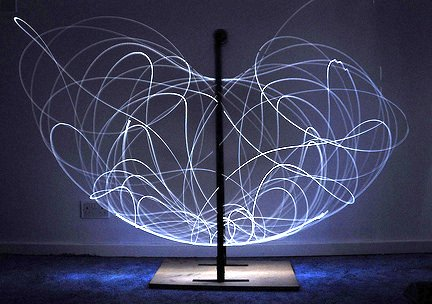
التعرض الطويل من ضعف البندول واظهار الحركة الفوضوية (تتبع مع LED)

هناك واحد فقط الحفظ الكمية (الطاقة) ، وليس الحفظ العزم. اثنين العزم قد تكون مكتوبة كما
{\displaystyle }
و
{\displaystyle }
هذه العبارات قد تكون معكوسة على
{\displaystyle }
و
{\displaystyle }
المتبقية معادلات الحركة كما هي مكتوبة
{\displaystyle }
و
{\displaystyle }
هذه الأربع الماضية المعادلات صريحة الصيغ الوقت تطور النظام بالنظر إلى حالته الراهنة. ليس من الممكن أن تذهب أبعد من ذلك دمج هذه المعادلات من الناحية التحليلية ، للحصول على الصيغ θ1 و θ2 دالات الوقت. ومع ذلك ، من الممكن أن تؤدي هذا التكامل عدديا باستخدام رونج Kutta طريقة أو تقنيات مشابهة.

## الحركة الفوضوية

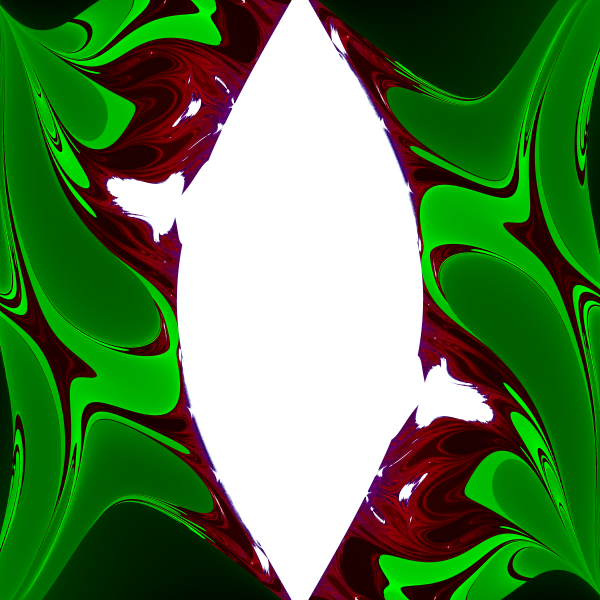
الرسم البياني من الوقت البندول إلى اقلب بوصفها وظيفة من الشروط الأولية